# Cécile Brogniart
Pour les articles homonymes, voir Brogniart.
Cécile Brogniart est une gardienne internationale de rink hockey née le 15 mai 1980. Elle évolue jusqu'en 2003 à US Villejuif. 

## Biographie
En 1999, elle participe au championnat d'Europe. Son parcours se poursuit sur le plan international jusqu'en 2003, mais elle ne connaîtra pas la victoire européenne de l'équipe de France en 2005. 

## Palmarès
- 4e championnat d'Europe (2003)